# Gmina Sukošan
Gmina Sukošan (chorw. Općina Sukošan) – gmina w Chorwacji, w żupanii zadarskiej. W 2011 roku liczyła  4583 mieszkańców.